# Freakuency
Freakuency ist eine Schweizer Musikgruppe aus Baden. In ihrer Musik vereinigen sie Ska, Punk, Crossover, Reggae, und Rap.
Neben der klassischen Rockzusammenstellung mit Gitarre, Bass und Schlagzeug, ist auch ein DJ bei Freakuency dabei. Die Band hat durch ihre zahlreichen Auftritte schon eine grosse Liveerfahrung sammeln können.

## Geschichte
1998 übten zuerst nur die beiden Freunde Lucas Tuttle und Benji Wernli zusammen Musik im Keller des Elternhauses, wobei Benji Wernli damals noch Schlagzeug spielte.
Einige Zeit später kam der DJ Oliver Klarer dazu und nahm gleich einen linkshändig spielenden Schlagzeuger (Silvan Mathis) mit, weshalb Benji Wernli von da an zum Bass wechselte. Von nun an musste die Aufstellung des Schlagzeugs spiegelverkehrt sein.
Aus gelegentlichen Jams im Jahr 2000 wurden Songs, welche vor allem Lucas Tuttle in seiner englischen Muttersprache schrieb und sang, aus Songs ein Repertoire und aus dem Repertoire das erste Konzert. Mittlerweile spielen die Freaks, wie sie von Fans genannt werden, regelmässig Konzerte und haben in der Region Baden einen hohen Bekanntheitsgrad.
Den Musikern von Freakuency konzentrieren sich nicht auf einen bestimmten Musikstil, sondern versuchen, Elemente verschiedener Genres in ihrer Musik zu vereinen.
Seit 2005 leben die vier Musiker in einem gemeinsamen Haus in Neuenhof. Ein Jahr später kam ihr Debüt-Album 1% beim Label Freakout Records heraus.

## Auszeichnungen
- 1. Platz Wettinger Open Air 04
- 1 Jahr Aku Sound Förderliste Newcomernight Baden 03
- 1 Jahr Aku Sound Förderliste Phondue13 Olten 04
- MX3 Band der Woche bei Radio Virus (30. Januar 2007 bis 6. Februar 2007)
- 1. Platz Summer Band Contest, Alpenrock House
- 1. Platz DMC Championship DJ Cussion (nur der DJ)

## Diskografie
- 2005: Your Light Is On
- 2006: 1%
- 2008: Passing By